# Волконский, Григорий Григорьевич
Князь Григорий Григорьевич Волконский (1691—1758) — полковник, воевода и статский советник.
Сын князя Григория Семёновича, стольника и генерал-майора и его жены урожденной Писаревой. Имел двух братьев, князей: Александра и Николая († 1747) Григорьевичей и сестра, княжна Мария Григорьевна — жена архитектора Ивана Кузьмича Коробова.

## Биография
Службу начал драгуном в Новгородском драгунском полку (1708). В том же году по именному указу, пожалован во флигель-адъютанты, переведён в адъютанты к фельдмаршалу графу Шереметеву (1711). Отчислен от этой должности и продолжал служить в Новгородском драгунском полку (1718). Взят в Кавалергардию на время коронации Императрицы Екатерины I (1724), вторично взят в Кавалергардский корпус кавалергардом (1728). Пожалован в капитан-поручики в лейб-гвардейский Измайловский полк (1730). Произведен в капитаны (1731) и в том же году назначен подполковником в Пермский пехотный полк.
За время службы участвовал в походах и был на баталиях под Головчином, Кадиным, при Лесной, под Рашевкою, при взятии Бутурина, под Полтавой (1709), и на акции под Очаковым и на Турецкой акции при Пруте. Принял участие в Турецком походе (1736), был при осаде и взятии Азова.
Уволен с военной службы по состоянию здоровья с назначением к подушному сбору в Белгородскую губернию на место полковника Нащокина (28 июня 1738). Уволен в отставку с производством в полковники (21 сентября 1738). Вновь поступил на службу в чине статского советника (1740). Воевода в Симбирске (1740-1741).
За ним числилось 317 душ крестьян в Московском, Орловском, Владимирском и Епифанском уездах.
Умер († 1758).
Жена: Наталья Михайловна урождённая Полёва.

## Память
- В Волоконовке Белгородской области состоялось открытие памятника Григорию Григорьевичу Волконскому (25 июня 2011). Считается, что именно он, на месте уже существовавшего поселения, создал полноценный населённый пункт.